# Модафинил
Модафини́л — аналептик, применяется для лечения сонливости, связанной с нарколепсией.
Управлением по контролю качества пищевых продуктов и лекарственных препаратов США (FDA) модафинил также одобрен для лечения нарушений сна, связанных со сдвигом рабочих смен (SWSD, англ. shift work sleep disorder) и сонливости, связанной с обструктивным апноэ во сне. Европейское агентство лекарственных средств, однако, рекомендует ограничить новые назначения лекарственных средств, содержащих модафинил, только случаями нарколепсии, в связи с риском развития психоневрологических, кожных и аллергических побочных эффектов. В то же время, поскольку эти побочные эффекты чаще всего наблюдаются в первые две недели применения препарата, его применение по назначениям, сделанным ранее, не ограничивается.
Популярно также использование модафинила не по медицинским назначениям (офф-лейбл), как относительно безопасного психостимулятора.
В России в 2012 году модафинил включён в список психотропных веществ.

## Показания и режим дозирования

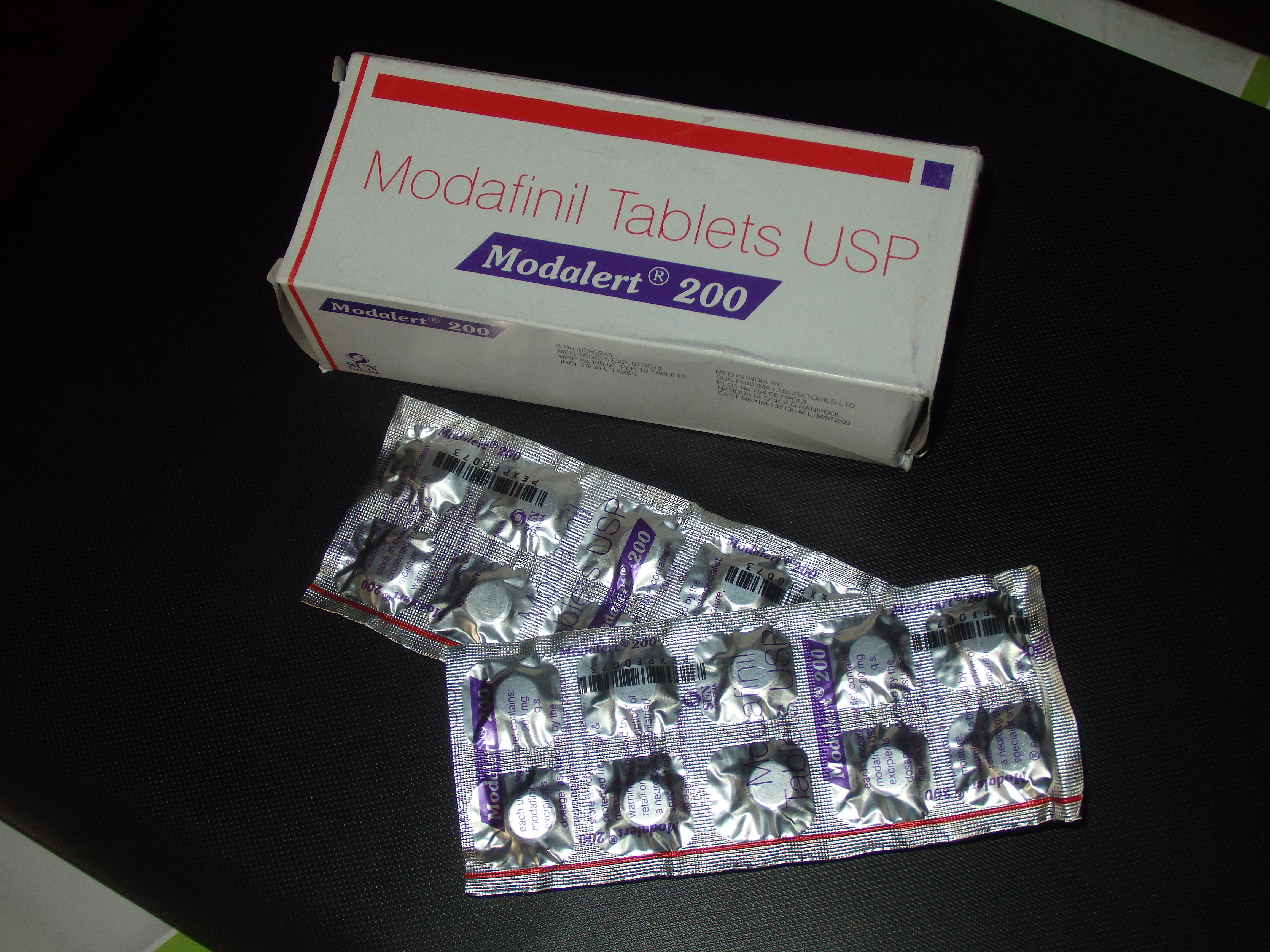
Modafinil (Modalert 200)

Помимо перечисленных показаний модафинил в некоторых странах одобрен государственными регулирующими органами также для лечения случаев идиопатической гиперсомнии (патологической дневной сонливости, причины которой точно не диагностированы).
Для лечения гиперсомнии, связанной с нарколепсией и обструктивным апноэ во сне рекомендуется однократный приём препарата по утрам в дозе 200 мг, хотя существуют данные клинических испытаний, согласно которым двукратное применение (утром и в полдень) по 200 мг более эффективно. Однократный приём в дозе 400 мг не приводит к существенному повышению эффективности по сравнению с дозировкой в 200 мг.
При лечении сонливости, связанной со сдвигом рабочих смен, рекомендуется однократный приём 200 мг
препарата за 1 час до начала смены, хороший эффект достигается также при однократном применении в дозе 300 мг.
Во всех случаях суточная дозировка не должна превышать 400 мг; приём препарата во второй половине дня не рекомендуется, так как модафинил медленно выводится из организма (период полувыведения 12—15 часов) и может помешать нормальному ночному сну. В целом, рекомендации по дозированию лежат в пределах от 100 до 400 мг в сутки, в 1—2 приёма.

## Использование не по назначению
Модафинил широко используется не по назначению, для подавления потребности во сне. Он также используется без назначения врача для борьбы с общей усталостью, не связанной с недостатком сна, например, для лечения синдрома дефицита внимания и гиперактивности (СДВГ) и как дополнение к антидепрессантам (в частности, лицами со значительной остаточной усталостью) .

### Использование для повышения работоспособности
Работники умственного труда и студенты используют модафинил для повышения производительности мозга. Независимое исследование показало, что и модафинил, и другие вещества (метилфенидат и дексамфетамин) не улучшают качество умственной работы, наоборот, они уменьшают скорость выполненния интеллектуальных задач. Люди, принявшие препарат, работают усерднее и двигаются быстрее, но тратят много времени на лишние движения.

### Использование военными и астронавтами
Военные нескольких стран выражают интерес к модафинилу как альтернативе амфетаминам — лекарствам, традиционно используемым в боевых ситуациях, где войска сталкиваются с депривацией сна, таких как длительные миссии.
Французское правительство отметило, что Иностранный Легион использовал модафинил в течение определённых тайных операций. Министерство Обороны Объединённого Королевства дало указания исследовать модафинил QinetiQ и потратило 300 000 евро на одно исследование. В 2011 г. Военно-Воздушные Силы Индии объявили о включении модафинила в планы. Медицинское Обслуживание Индийских Вооружённых Сил исследует его использование.
В армии США модафинил был одобрен к использованию в нескольких операциях ВВС и изучается для других целей. В одном исследовании пилотов вертолётов было предположено, что 600 мг модафинила в 3 дозах может быть использовано для сохранения реакции и точности на пре-депривационом уровне на протяжении 40 часов без сна. Однако наблюдался значительный уровень тошноты и головокружения. В другом исследовании боевых пилотов было показано, что модафинил в трёх разделённых 100 мг дозах сохраняет точность контроля полёта у лишённых сна пилотов F-117 около 27 % от основного уровня в течение 37 часов без каких-либо значительных побочных эффектов. В исследовании 88 часового лишения сна, симулирующего военную операцию, 400мг/день доза мягко полезна в поддержании боевой готовности и производительности при плацебо-контроле, но исследователи заключили, что такая доза была недостаточно высокой, чтобы компенсировать большую часть эффекта полного отсутствия сна.
Журнал Канадского медицинского общества докладывал, что модафинил использовался астронавтами во время длительных миссий на Международной космической станции. Модафинил «доступен для экипажа, чтобы оптимизировать производительность при усталости», помогает с перебоями циркадных ритмов и пониженным качеством сна у астронавтов.
Во время высокорискованных, широкомасштабных и длительных полицейских операций полевые врачи в Мэриленде (США) могут выдавать 200 мг модафинила 1 раз в день сотрудникам правоохранительных органов, чтобы улучшить внимание и концентрацию и облегчить функционирование в условиях ограниченных периодов отдыха.

### Другие применения
Модафинил широко используется без назначения врачом для подавления потребности сна, при этом он улучшает кратковременную память после депривации сна. Кроме самостоятельного использования людьми в целях усиления своих возможностей, модафинил широко применяется врачами для самых разных целей.
В США и многих других странах препараты регистрируются лишь для одного применения, но могут прописываться врачами в различных целях с учётом индивидуальных потребностей пациента. Такое использование, называемое офф-лейбл, очень широко практикуется.
Модафинил используется для лечения подавленности и усталости при депрессии, фибромиалгии, синдрома хронической усталости, миотонической дистрофии, сонливости, вызванной опиатами, детского церебрального паралича и болезни Паркинсона. Он улучшает субъективное настроение и дружелюбие, по крайней мере, у посменных работников.
Используется при расстройстве биоритмов вследствие смены часовых поясов.
Модафинил может быть также эффективным и хорошо переносимым лечением для пациентов с синдромом сезонного аффективного расстройства.
Также он назначается некоторыми докторами при синдроме «совы».
Существуют сведения, что модафинил, используемый сам по себе, эффективен для некоторых подгрупп людей с синдромом деперсонализации — дереализации. Подгруппы людей, на которых он действует наиболее часто, — это люди с недостатком внимания, низкой возбудимостью нервной системы и повышенной сонливостью. Тем не менее, клинических исследований проведено не было. Доктор Эван Торч называет комбинацию СИОЗС и модафинила «скрытой жемчужиной, которая может действительно помочь вылечить деперсонализационное расстройство».

## Экспериментальное использование

### Лечение кокаиновой зависимости
Модафинил исследуется в качестве возможного метода лечения кокаиновой зависимости, по нескольким причинам биохимического механизма с участием этих двух препаратов, а также наблюдением, что клинический эффект модафинила во многом противоположен симптомам кокаиновой абстиненции.
Количество положительных проб кокаина в моче был значительно ниже в группе, принимающей модафинил, по сравнению с группой плацебо. Дэн Umanoff, из Национальной Ассоциации Содействию и Защите Наркозависимых, подверг критике авторов исследования за вывод отрицательных результатов из обсуждения и резюме статьи.
Позже в двойном слепом исследовании модафинила у людей, обращающихся за лечением кокаиновой зависимости, отметили значительные улучшения некоторых параметров, таких как максимальное количество последовательных дней неприменения кокаина, однако не обнаружили статистически значимого эффекта на скорость изменений в процентах от дней неприменения кокаина.

### Потеря веса
Исследования модафинила (даже на людях со здоровым весом) свидетельствуют, что он оказывает влияние на снижение аппетита/потерю веса. Все исследования модафинила в базе данных Медлайн, происходящие в течение одного месяца или дольше, которые свидетельствуют об изменениях веса, обнаруживают, что потребители модафинила испытывают потерю веса по сравнению с плацебо. В 2008 году было проведено небольшое исследование на людях с симулированным сдвигом рабочих смен, которое показало снижение потребления калорий на 18% при приеме 200 мг модафинила в день и уменьшение на 38% при употреблении 400 мг/день.
В экспериментальных исследованиях эффект уменьшения аппетита, вызванный модафинилом, выглядит схожим с подобным эффектом амфетаминов, но, в отличие от амфетаминов, доза модафинила, вызывающая уменьшение потребления пищи, не вызывает существенного увеличения частоты пульса. Также в статье, опубликованной в Анналах клинической психиатрии, представлен случай пациента с весом 280 фунтов (127 кг) с индексом массы тела 35.52, который потерял 40 фунтов (18 кг) в течение года при лечении модафинилом (до индекса массы тела 29.59). Авторы пришли к заключению, что нужно провести плацебо-контролируемые исследования использования модафинила как средства для уменьшения веса. При этом компанией Cephalon в 2000 году был подан патент США (№ 6,455,588) на использование модафинила как средства, понижающего аппетит.

### Билиарный первичный цирроз печени
Было показано, что модафинил помогает при чрезмерной дневной сонливости и усталости, вызванных циррозом печени. После двух месяцев лечения было отмечено существенное уменьшение симптомов усталости, измеренных с помощью шкалы сонливости Эпворта.

### Угнетение когнитивных способностей после химиотерапии
Модафинил также был испытан при применении не по прямому назначению у людей с симптомами угнетения когнитивных способностей после прохождения химиотерапии. В исследовании, проведённом в университете Рочестера, у 68 пациентов были достигнуты существенные результаты. «Из предыдущих исследований нам было известно, что модафинил смягчает ухудшение концентрации и нарушения памяти, и мы надеялись, что он также поможет пациенткам с раком молочной железы, испытывающим угнетение когнитивных способностей после химиотерапии, что и произошло», — говорится в исследовании под руководством доктора Садханы Коли, профессора онкологического центра Джеймса П. Вилмота при Университете Рочестера.

### Биполярное аффективное расстройство
По утверждению фирмы-производителя (Cephalon), проводятся клинические испытания армодафинила (D-изомер модафинила, обладает более длительным действием, чем рацемат) в качестве вспомогательного средства при лечении депрессивной фазы биполярного расстройства. В предварительном исследовании этой концепции было установлено, что применение препарата приводит к облегчению депрессии при этом заболевании согласно отдельным (но не всем) критериям.
В то же время известно, что у больных, страдающих этим расстройством, модафинил может спровоцировать маникальную фазу заболевания.

### Рассеянный склероз
Модафинил не был одобрен, но при этом был использован для уменьшения симптомов неврологической усталости при рассеянном склерозе. Пациенты следовали стандартной дозировке или принимали одну дозу в 200–400 мг в начале того дня, который, как они предполагали, будет утомительным. В 2000 году компания Cephalon провела исследование, чтобы оценить возможность применения модафинила, как потенциального средства для лечения усталости, связанной с рассеянным склерозом. Группа из 72 человек с различными степенями серьёзности заболевания принимала 2 различные дозы модафинила и плацебо на протяжении 9 недель. Уровень усталости оценивался самими пациентами по стандартизированной шкале. Участники, принимавшие меньшую дозу модафинила, чувствовали себя менее усталыми, и была установлена статистически значимая разница между уровнями усталости у тех, кто принимал меньшую дозу модафинила, по сравнению с теми, кто принимал плацебо. Большая доза модафинила не показала существенно большего эффекта.

### Синдром дефицита внимания и гиперактивности
В декабре 2004 года компания Cephalon представила новое лекарство под именем Sparlon, торговую марку таблеток, содержащих более высокую дозу модафинила для лечения синдрома дефицита внимания и гиперактивности (СДВГ) у детей и подростков в возрасте от 6 до 17 лет. Хотя исследования показали позитивные результаты, совещательный комитет Управления по контролю качества пищевых продуктов и лекарственных средств проголосовал 12 к 1 против одобрения данного лекарства, ссылаясь на количество случаев реакции в виде кожной сыпи в исследовании модафинила, которое включало 933 пациента, включая два серьёзных случая, которые были мультиформной эритемой или синдромом Стивенса —
Джонсона. Двойные слепые рандомизированные контролируемые исследования продемонстрировали эффективность модафинила при СДВГ, тем не менее в США он не используется в медицинской практике для лечения СДВГ из-за дерматологической токсичности. В Европе также  Европейское агентство лекарственных средств не рекомендует его использовать при СДВГ, ограничивая использование только нарколепсией.

## Механизм
Несмотря на интенсивные исследования взаимодействия модафинила с большим числом нейротрансмиттеров, точный механизм или комплекс механизмов взаимодействия остаётся неясным. Вероятно, модафинил, подобно другим стимуляторам, увеличивает выброс моноаминов — особенно, катехоламинов норадреналина и дофамина — из синаптических щелей. Вместе с тем, модафинил увеличивает уровень гистамина гипоталамуса, что сподвигло некоторых исследователей считать модафинил скорее «средством от сонливости» чем классическим амфетаминоподобным стимулятором.
Исследования показывают, что модафинил «имеет низкий потенциал для серьезного злоупотребления» и «не вырабатывает привыкания среди впервые употребивших». Совместное воздействие модафинила по обоим, катехоламиновому и гистаминовому, путям уменьшает потенциал злоупотребления по сравнению с традиционными стимулирующими лекарствами, в то же время эффективность как лекарства от сонливости сохраняется.

## Фармакология
Точный механизм действия модафинила не ясен, хотя многочисленные исследования демонстрируют увеличение уровней моноаминов, а именно: дофамина в полосатом теле и прилежащем ядре, норадреналина в гипоталамусе и вентролатеральном преоптическом ядре и серотонина в миндалевидном теле и коре лобных долей. В то время как совместное назначение амфетамина с антагонистами дофаминовых рецепторов, как известно, уменьшает стимулирующий эффект амфетамина, совместное назначение антагонистов дофаминовых рецепторов и модафинила не полностью уменьшает эффект вызывания бодрости модафинила. Модафинил активирует глутаматергическую цепь, ингибируя ГАМКергическую передачу нервного сигнала.
Считается, что в механизм вовлекаются нейропептиды, называемые орексины, также известные как гипокретины. Орексиновые нейроны найдены в гипоталамусе, но находятся во многих частях мозга, включая области, регулирующие бодрствование. Активация этих нейронов увеличивает содержание дофамина и норадреналина в этих областях, и возбуждает гистаминергические туберомаммилярные нейроны, увеличивающие там уровень гистамина. Было показано на крысах, что модафинил увеличивает высвобождение гистамина в мозге; такой же механизм действия может иметь место у людей. Существует 2 типа рецепторов гипокретинов, называемых Hcrt1 и Hcrt2. Исследования на животных с дефектной орексиновой системой показывают признаки и симптомы, похожие на нарколепсию, для лечения которой модафинил был одобрен FDA. Возможно, модафинил активирует орексиновые нейроны у лабораторных животных, что, предполагается, вызывает усиление бодрствования. Однако исследования на генетически модифицированных собаках без орексиновых рецепторов показали, что модафинил сохраняет усиление бодрствования и у этих животных; предполагается, что орексиновая активация не требуется для эффекта модафинила. Дополнительно, исследование на мышах без орексиновых рецепторов показало не только усиление бодрствования модафинилом, но и его более эффективное действие у них по сравнению с мышами дикого типа.
Существенная (но не полная) независимость механизма действия модафинила как от моноаминергических систем, так и от орексинов оказалась неясна и трудна в понимании по сравнению с механизмами действия других стимуляторов, таких как кокаин. Усиление электротонического сопряжения за счёт расширения эффективности прямых щелевых контактов между нейронами предположено в нескольких исследованиях. Большинство нейронов разделено синапсами, и коммуникации между клетками выполняются через выброс и диффузию нейромедиаторов. Однако некоторые нейроны соединены напрямую один с другим посредством щелевых контактов. Предложено, что модафинил влияет на эффективность этой связи. Urbano и др. определили, что модафинил увеличивает активность этого механизма в таламокортикальной петле, критически важной для организации сенсорного ввода и модуляции общей активности мозга. Совместное назначение модафинила и блокатора щелевых контактов мефлохина устраняло этот эффект, что хорошо подтверждает, что механизм действия модафинила можно объяснить улучшением электрического сопряжения. Последующие исследования этой же группы обнаружили способность ингибитора кальмодулиновой киназы II (CaMKII), KN-93 устранять модафиниловое усиление электротонического сопряжения. Это приводит к заключению, что модафиниловый эффект, частично, обеспечивается за счёт CaMKII-зависимого экзоцитоза щелевых контактов между ГАМКергическими интернейронами и, возможно, даже глутаматергическими пирамидными клетками. Дополнительно Garcia-Rill и др. открыли, что модафинил имеет про-электротонический эффект в специфичных популяциях нейронов из двух мест ретикулярной активационной системы. Эти места (подголубое ядро и ножкомостовое ядро), как предполагается, усиливают возбуждение через холинергические входы таламуса.
Рассматривая более близко электротоническое сопряжение, щелевые контакты позволяют прямую диффузию через связанные клетки, и в результате большая резистентность к индукции потенциала действия после возбуждающего пост-синаптического потенциала должно диффундировать через большую область мембраны. Это значит, однако, что потенциал действия возрастает в соединённых популяциях клеток и со всей популяции клеток он срабатывает, как правило, синхронно. Это усиление электротонического соединения приводит к понижению тонической активности соединённых клеток к ритмическим усилением. С данными согласуется причастность кахетоламинергических механизмов, модафинил увеличивает фазовую активность в голубом пятне (источнике норэпинефрина для ЦНС) с понижением тонической активности по отношению к взаимосвязи с префронтальной корой. Это подразумевает усиление отношения сигнал/шум в нейронных путях, соединяющих эти два участка головного мозга. Большее нейрональное сопряжение теоретически может проявляться расширением спектра  гамма-ритмов, потенциально объясняя ноотропный эффект модафинила. Этим же расширением спектра гамма-ритмов можно также объяснить благоприятное влияние модафинила на память, когнитивные и моторные функции.
Прямая связь между электротоническим сопряжением и бодрствованием была предложена Беком и др., который показал, что контроль модафинилового увеличения специфичного по возбуждению Р13 вызывало потенциал зависимым от щелевых контактов способом. Связывание безрезультатности эффекта моноаминовой системы, увеличения электротонического сопряжения с предположением о понижении активности определённых популяций ГАМКекргических нейронов, чья нормальная функция состоит в понижении высвобождения нейромедиаторов в других клетках. Для примера, высвобождение дофамина в прилежащем ядре демонстрировано как результат понижения ГАМКекргического тонуса. Таким образом, модафинил имеет уникальный стимуляционный профиль взаимодействия с моноаминовой системой, это вполне может быть вторичным событием ниже по течению эффекта, специфичного по электротонически сопряжённых популяций ГАМКергических интернейронов. Это похоже на то, что точная фармакология модафинила будет состоять в функции взаимодействий прямого эффекта электротонического сопряжения и разных рецепторно-обусловленных событий.
Недавно модафинил был проскринирован на большой панели рецепторов и транспортёров в попытках объяснить его фармакологию. Из этих испытаний было найдено значительное действие только на дофаминовый транспортёр (DAT) — ингибирование обратного захвата дофамина с IC50 уровнем в 4 мкМоль. Собственно, произведение двигательной активности и повышение концентрации внеклеточного дофамина похожи по способу на ингибитор обратного захвата дофамина (DRI) ваноксерин, также блокирующего метамфетамин-индуцированное освобождение дофамина. Как результат, кажется, что модафинил оказывает влияние как слабый DRI, хотя не исключено, что другие механизмы могут играть роль. На его счету действие как DRI и отсутствие потенциала зависимости, модафинил был предложен как терапия для метамфетаминовой зависимости авторами этой работы.
R-энантиомер модафинила также был недавно найден в действии частичного агониста D2 рецептора c Ki в 16 нМоль и внутренний активности 48 % и EC20 120 нМоль в тканях крыс. S-энантиомер неактивен (Ki > 10 000).

## Фармакокинетика
Модафинил является индуктором ферментов системы цитохром P450, а именно CYP1A2, CYP2B6 и CYP3A4, в то же время ингибирует CYP2С9 и CYP3C19 в лабораторных условиях. Он также может индуцировать P-гликопротеин, что может влиять на препараты, транспортирующиеся Pgp, такие как дигоксин. Биодоступность модафинила более 80 %. Лабораторные измерения показывают, что в терапевтических концентрациях 60 % модафинила связываются с белками плазмы. Эта величина очень мало изменяется при изменении концентрации. Средняя максимальная концентрация наступает примерно через 2–3 часа после приёма. Одновременный приём пищи замедляет всасывание, но не влияет на общую площадь под фармакокинетической кривой («концентрация—время»). Период полувыведения обычно лежит в диапазоне 10–12 часов и может изменяться в зависимости от генотипа ферментов цитохром P450 и функции печени и почек. Модафинил метаболизируется в печени, неактивные метаболиты выводятся с мочой. Выведение с мочой неизменённого препарата варьируется, в зависимости от различных факторов, от 0 % до максимума в 18,7 %.

## Определение в биологических жидкостях
Модафинил и его главный метаболит модафиниловая кислота могут быть выявлены в плазме, сыворотке или моче для того, чтобы контролировать дозировку у пациентов, получающих препарат, или чтобы подтвердить диагноз отравления у госпитализированных пациентов. Инструментальные техники, используемые с данными целями, включают газовую или жидкостную хроматографию. По состоянию на 2011 год, наличие модафинила специально не диагностируется обычными тестами на наркотики (за исключением антидопинговых тестов), и маловероятно, что он может вызвать ложные положительные срабатывания при определении других химически не связанных препаратов, таких как амфетамины.

## Противопоказания и предупреждения
Инструкция производителя Cephalon сообщает, что перед приёмом «Модафинила» важно проконсультироваться с врачом, особенно для тех, кто:
- имеет повышенную чувствительность к препарату или другим составляющим таблеток (таким как лактоза или моногидрат лактозы), или
- перенёс сердечно-сосудистые заболевания, особенно в период приёма других стимуляторов, или при циррозе печени;
- имеет заболевания сердца, в частности гипертрофию левого желудочка или пролапс митрального клапана. Бессимптомный пролапс митрального клапана встречается часто, но заметно не обсуждается в контексте применения «Модафинила».

«Модафинил» может снижать эффективность некоторых противозачаточных средств, что может привести к незапланированной беременности. В сочетании с йохимбином вызывает опасное увеличение частоты сердечных сокращений и повышение артериального давления. Препарат не следует совмещать с алкоголем.

## Побочные эффекты
Среди распространённых побочных эффектов модафинила встречаются:
- Боль в спине
- Головная боль
- Тошнота
- Чувство тревоги
- Заложенность носа
- Диарея
- Ощущение беспокойства
- Головокружение
- Диспептические расстройства
- Бессонница

Опасные побочные эффекты включают:
- Обильные сыпи
- Сильные аллергические реакции с вовлечением печени или клеток крови
- Крапивницу
- Появление язв во рту
- Образование волдырей или шелушение кожи
- Отёки лица, глаз, губ, языка, ног или горла
- Проблемы с глотанием и дыханием
- Жар
- Одышку
- Пожелтение кожи и белков глаз
- Потемнение мочи

Модафинил может иметь негативное влияние на действие гормональных контрацептивов, которое длится в течение месяца после прекращения приёма препарата.

### Токсичность
У мышей и крыс средняя летальная доза (LD50) модафинила составляет примерно 1250 мг/кг или немного больше. Оральная LD50 для крыс находится в диапазоне от 1000 до 3400 мг/кг. Внутривенная LD50 для собак — 300 мг/кг. Клинические испытания на людях, включающие приём до 1200 мг/день на протяжении периода от 7 до 21 дня, и известные случаи острой однократной передозировки до 4500 мг не вызвали угрожающих жизни эффектов, хотя наблюдалось определённое количество побочных эффектов, включая волнение и тревогу, бессонницу, беспокойство, раздражительность, агрессивность, дезориентацию, нервозность, тремор, учащённое сердцебиение, нарушение сна, тошноту и диарею. По состоянию на 2004 год Управлению по контролю качества пищевых продуктов и лекарственных средств не известны случаи фатальной передозировки, включающие только модафинил (в отличие от случаев передозировки нескольких лекарств, включая модафинил). Соответственно, оральная LD50 модафинила у людей точно не известна. Тем не менее, она должна быть выше, чем оральная LD50 у кофеина. Бастиджи и Джувет (1988) описывают попытку самоубийства с использованием 4500 мг модафинила. Пациент выжил без долговременных последствий, испытав только временную нервозность, тошноту и бессонницу. Похожий инцидент — попытка самоубийства пятнадцатилетней девушки с использованием 5000 мг модафинила (102 мг/кг) наблюдался в 2008 году в Израиле. Пациентка испытывала сильную головную боль, тошноту, боли в животе, двигательное расстройство и слабую тахикардию, но без сердечно-сосудистых нарушений или нарушений функций печени и почек и выздоровела в течение нескольких дней без видимых долговременных эффектов.

### Тяжёлые побочные реакции
Модафинил может индуцировать тяжёлые дерматологические реакции, требующие госпитализации. С начала продаж — декабря 1998 г. по 30 января 2007 г. FDA зарегистрировало 6 случаев тяжёлых побочных кожных реакций, ассоциированных с модафинилом, таких как полиморфная эритрема, синдром Стивенса—Джонсона, токсический эпидермальный некролиз (синдром Лайелла) и лекарственную лихорадку с эозинофилией и системными симптомами (DRESS) у взрослых пациентов и детей. При этом лекарство принимали более чем 1 050 000 уникальных пациентов. FDA выпустило связанное с этим предупреждение. В этом предупреждении FDA уведомило также о том, что в постмаркетинговый период были сообщения об отёке Квинке и реакциях полиорганной гиперчувствительности.

## Патентная защита и антимонопольное законодательство
Патент США № 4,927,855 был выдан Лаборатории Lafon в 22 мая 1990. Он распространялся на химическое соединение модафинил. После получения временного продления на 1066 дней и эксклюзивности применения в педиатрии на 6 месяцев, он закончился 22 октября 2010. 6 октября 1994 г. компания Cephalon подала заявку на дополнительный патент, распространяющийся на модафинил в форме частиц определённого размера. Этот патент (патент США № 5,618,845) был выдан 8 апреля 1997, но затем был выдан повторно в 2002 году как RE 37.516, который заменил предыдущий патент 5,618,845. Вместе с эксклюзивностью применения в педиатрии этот патент закончился 6 апреля 2015 г.
24 декабря 2004 г., предвидя окончание эксклюзивных маркетинговых прав, изготовители непатентованных препаратов Mylan, Teva, Barr и Ranbaxy подали запрос в Управление по контролю качества пищевых продуктов и лекарственных средств на производство и продажу непатентованной формы модафинила. По крайне мере один из производителей отозвал свой запрос после ранней оппозиции Cephalon, основанной на патенте 5,618,845. Были определённые вопросы по поводу того, может ли патент на размер частиц быть достаточной защитой от производства незапатентованных аналогов. Существенные вопросы включают: может ли модафинил быть модифицирован или быть изготовлен так, чтобы избежать грануляризации, описанной в новом патенте Cephalon, и не является ли патентование размеров частиц необоснованным, потому что частицы соответствующего размера должны быть очевидны для любого, занимающегося данной индустрией. Тем не менее, согласно патентному законодательству США, патент обладает законной презумпцией обоснованности, что означает, что для того, чтобы признать патент необоснованным, требуется нечто намного большее, чем «существенные вопросы».
31 октября 2011 г. переизданный патент США №RE 37,516 был признан необоснованным и не имеющим законной силы. Окружной суд Восточного округа Пенсильвании постановил, что патент RE 37.516 был необоснованным, потому что:
1. Модафинил был в продаже более одного года до даты подачи патента в нарушение пункта 102(b) статьи 35 Свода законов США;
2. Модафинил был в действительности открыт другой компанией (французской компанией «Лаборатория Lafon»);
3. Предмет патента был очевиден на момент открытия любому, работающему в данной индустрии (в соответствии с пунктом 103(а) статьи 35 Свода законов США), и
4. Были нарушены требования по письменному описанию пункта 112 статьи 35 Свода законов США. Также было установлено, что патент не имеет законной силы из-за неравноправных действий Cephalon при охране патента.